# Museum Cultuurforum Aardenburg

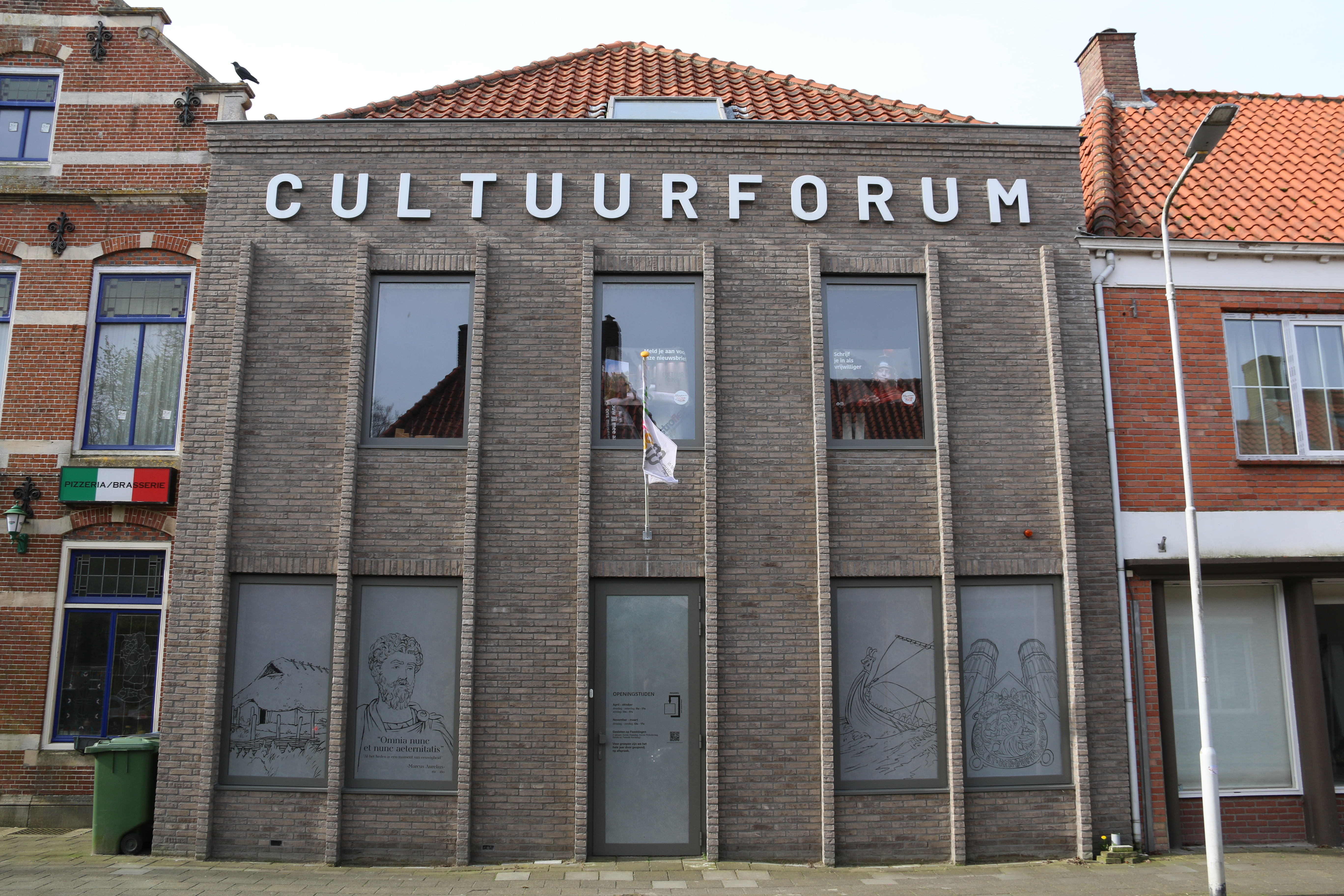

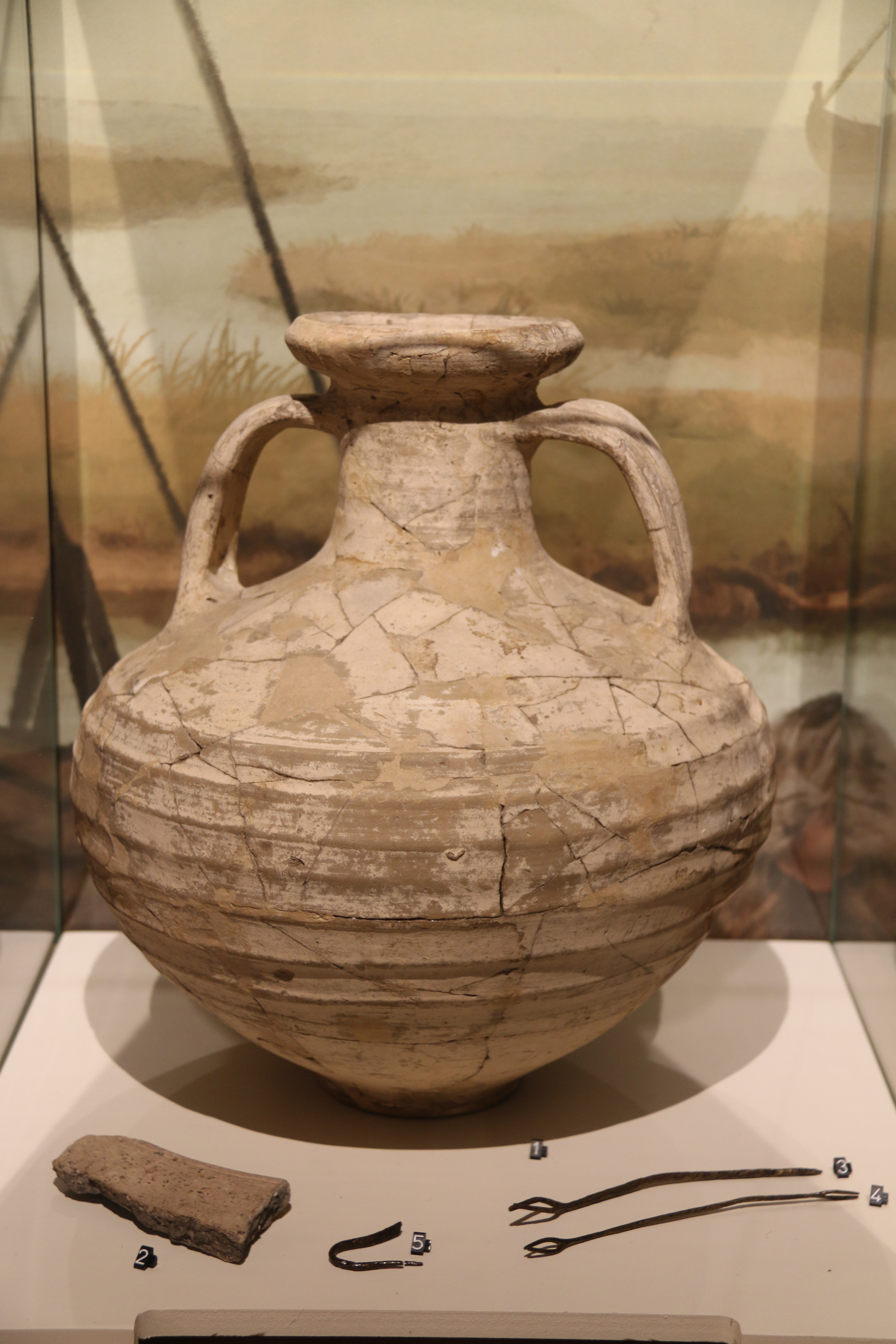

Het Museum Cultuurforum Aardenburg (tot 2023: Gemeentelijk Archeologisch Museum Aardenburg, voorheen gelegen aan de Marktstraat) is een archeologisch museum, gelegen bij de Sint-Baafskerk in de Zeeuwse stad Aardenburg in de gemeente Sluis, Zeeuws-Vlaanderen. Het museum werd in 2023 volledig vernieuwd.
In 2016 raakte het Gemeentelijk archeologisch Museum een grote Europese subsidie kwijt, waardoor een verhuizing naar het oude stadhuis niet door kon gaan. Later kwam de huidige locatie aan de Sint-Baafskerk in beeld. Maar de verbouwing van dit pand liep anderhalf jaar vertraging op, waardoor het nieuwe Museum Cultuurforum Aardenburg op de nieuwe locatie pas in 2023 open kon.
In het museum zijn vele voorwerpen te bezichtigen uit de Romeinse Tijd (castellum Aardenburg) en de Middeleeuwen, vooral aardewerk zoals wrijfschalen, drinkbekers, spaarpotjes en grote vuurstolpen, maar ook benen en metalen gebruiksvoorwerpen en bronzen en terracotta godenbeeldjes. In de tuin achter het museum bevinden zich de fundamenten van een Gallo-Romeins tempeltje. In 2024 wordt gewerkt aan een middeleeuwse afdeling.